# Quality of service
A Quality of service (QoS) [ejtsd: ˈkwɒləti ɒv ˈsɜːvɪs] [magyarul: szolgáltatás minősége] egy szolgáltatás, például egy telefon- vagy számítógépes hálózat vagy egy felhőalapú számítástechnikai szolgáltatás teljesítményének leírása vagy mérése, különös tekintettel a hálózat felhasználói által látott teljesítményre. A szolgáltatás minőségének kvantitatív mérésére gyakran a hálózati szolgáltatás kapcsolódó aspektusait veszik figyelembe, mint például a csomagveszteség, a bitráta, az átviteli sebesség, átviteli késleltetés, rendelkezésre állás, jitter stb.
A számítógépes hálózatok és más csomagkapcsolt telekommunikációs hálózatok területén a quality of service a forgalom priorizálására és az erőforrás-foglalás szabályozási mechanizmusaira utal, nem pedig az elért szolgáltatásminőségre. A quality of service a rendszernek az a képessége, mely lehetővé teszi, hogy eltérő alkalmazások, felhasználók vagy adatfolyamok eltérő prioritást kapjanak, vagy, hogy egy adatfolyam számára a rendszer adott teljesítményszintet tudjon biztosítani.
A quality of service különösen fontos a különleges igényekkel rendelkező  forgalom szállítása során. Ilyen forgaloma  Voice over IP, mely elérte, hogy a számítógépes hálózatok a telefonhálózatokhoz hasonló jelentőséggel bírjanak a hangátvitellel történő kommunikáció területén. E mellett továbbá új, még szigorúbb hálózati követelményeket támasztó alkalmazási területek térhódítását is lehetővé teszi.

## Fogalmak
A telefonszolgáltatás területén a quality of service fogalmát az ITU határozta meg 1994-ben. A quality of service a kapcsolat minden szempontjára vonatkozólag tartalmaz követelményeket, mint például a szolgáltatás válaszideje, az adatveszteség, a jel-zaj arány, az áthallás, a visszhang, a megszakítások, a frekvenciaátvitel, a hangossági szintek stb. A telefonszolgáltatási QoS egy részhalmazát képezik a grade of service (GoS - grade of service) követelményei, amelyek a kapcsolat kapacitára és lefedettségére vonatkoznak, mint például a guaranteed maximum blocking probability (garantált maximális blokkolási valószínűség) és a kiesési valószínűség.
A számítógépes hálózatok és más csomagkapcsolt telekommunikációs hálózatok területén a forgalomtervezés (teletraffic engineering) a forgalom priorizálására és az erőforrás-foglalási vezérlőmechanizmusokra utal, nem pedig az elért szolgáltatásminőségre. A quality of service a rendszernek az a képessége, mely lehetővé teszi, hogy eltérő alkalmazások, felhasználók vagy adatfolyamok eltérő prioritást kapjanak, vagy, hogy egy adatfolyam számára a rendszer adott teljesítményszintet tudjon biztosítani. Így például előírt bitráta, késleltetés, késleltetés-változás (delay variation), csomagvesztés vagy bithibaarány garantálható. A quality of service fontos a valósidejű streaming multimédiás alkalmazások, mint például az IP-alapú hangátvitel, a többszereplős online játékok és az IPTV esetében, hiszen ezek gyakran késleltetésérzékenyek és állandó bitrátát igényelnek. A quality of service különösen fontos azokban a hálózatokban, ahol a kapacitás korlátozott erőforrás, például a mobil adatkommunikációban.
Egy QoS-t támogató hálózat vagy protokoll forgalmi szerződést köthet az alkalmazásszoftverrel, és kapacitást foglalhat le a hálózati csomópontokban, például egy munkamenet-létesítési fázisban. A munkamenet során figyelheti az elért teljesítményszintet, például az adatsebességet és a késleltetést, és dinamikusan vezérelheti az ütemezési prioritásokat a hálózati csomópontokban. A lebontási fázis során felszabadíthatja a lefoglalt kapacitást.
Egy best-effort hálózat vagy szolgáltatás nem támogatja a quality of service protokollt. A komplex QoS-szabályozási mechanizmusok alternatívája, hogy kiváló minőségű kommunikációt biztosítanak egy best-effort (legnagyobb erőfeszítés) hálózaton keresztül a hálózati kapacitás túlméretezésével, úgy, hogy a kapacitás a csúcsforgalmi hálózati terhelés esetére is elegendő legyen. A hálózati torlódás hiánya miatt a QoS mechanizmusok szükségtelenné válnak, vagy számuk lecsökken.
Számos alternatív meghatározásban a QoS-t minőségi mérőszámként használják, ahelyett, hogy az erőforrások lefoglalásának képességére utalnának vele. Ebben a meghatározásban a quality of service a szolgáltatásminőségre utal, pontosabban a szolgáltatás garantálható minőségére. Emiatt a QoS-t gyakran összetévesztik a magas hálózati teljesítményszinttel, például magas bitrátával, alacsony késleltetéssel és alacsony bithibaaránnyal.
A QoS-t néha használják alkalmazásrétegbeli szolgáltatásokban - például a telefonálásban és a streaming videóban - egy olyan metrika leírására, amely tükrözi vagy előrejelzi a felhasználó által tapasztalt szubjektív minőséget. Ebben az értelmezésben a QoS a rendszer tökéletlenségeinek az előfizető elégedettségére gyakorolt hatásainak összessége. Ehhez hasonló jelentéssel találunk más, eltérő fogalmakat is; ilyenek quality of experience(QoE), az átlagos véleménypontszám (MOS), a perceptual speech quality measure (PQSM) és a perceptual evaluation of video quality (PEVQ).

## Történelem
A múltban számos kísérlet vált népszerűvé a az OSI-szerinti második rétegben működő technológiák kifejlesztésére, amelyek QoS-címkékkel látták el az adatokat. Példák erre a frame relay, az Asynchronous Transfer Mode (ATM) és a Multiprotocol Label Switching (MPLS) (a 2. és 3. OSI réteg közötti technika). Annak ellenére, hogy ezek a hálózati technológiák ma is használatban vannak, az Ethernet hálózatok megjelenése után ezen hálózati topológiák népszerűsége jelentősen lecsökkent. Manapság az Ethernet messze a legnépszerűbb 2. rétegbeli technológia. A hagyományos internetes routerek és hálózati kapcsolók a best-effort elve alapján működnek. Ez a megoldás olcsóbb, kevésbé összetett és gyorsabb, így népszerűbb, mint a korábbi, QoS mechanizmusokat alkalmazó, összetettebb technológiák.
Az Ethernet a 802.1p szabványt használhatja a keret prioritásának jelölésére.
Eredetileg minden IP-csomag fejlécében négyféle szolgáltatásbit (type of service) és három elsőbbségbit (precedence) volt megadva, de ezeket általában nem vették figyelembe. Ezeket a biteket később Differentiated services code points-ként (DSCP) definiálták újra.
Az IPTV és az IP-telefonia megjelenésével a QoS mechanizmusok egyre elérhetőbbé váltak a végfelhasználók számára.

## Tényezők
A csomagkapcsolt hálózatokban a szolgáltatás minőségét számos tényező befolyásolja, amelyek jellegüket tekintve lehetnek emberi  vagy technikai tényezők. Az emberi tényezők közé tartozik: a szolgáltatás minőségi stabilitása, a szolgáltatás elérhetősége, a várakozási idők és a felhasználói információk. A technikai tényezők közé tartozik a megbízhatóság, a skálázhatóság, a hatékonyság, a karbantarthatóság és a hálózati torlódás.
Sok minden történhet a csomagokkal, míg azok a kiindulási pontjukból a célállomásig eljutnak, ami a következő problémákat eredményezheti a feladó és a címzett szempontjából:

### Goodput
Az egymással összeférhetetlen felhasználók által keltett változó terhelés miatt az egy adott adatfolyam számára biztosítható átviteli sebesség túl alacsony lehet a valósidejű multimédiás szolgáltatások számára.

### Csomagvesztés
Előfordulhat, hogy a hálózat a hálózati torlódás miatt nem tud kézbesíteni (eldob) bizonyos csomagokat. A fogadó alkalmazás kérheti az információ újbóli elküldését, ami az átvitelben elfogadhatatlan mértékű késleltetésekhez vagy torlódás okozta rendszerösszeomláshoz vezethet.

### Hibák
Előfordul, hogy a csomagok a zaj és interferencia okozta bithibák miatt megsérülnek, különösen vezeték nélküli kommunikáció és hosszú rézvezetékek esetén. A vevőnek ezt észlelnie kell, és – mintha a csomagot eldobták volna – kérheti az információ újbóli elküldését.

### Késleltetés
Sokáig tarthat, mire minden csomag eléri a célállomását, mert hosszú sorokban várakoznak, vagy a torlódás elkerülése érdekében nem a közvetlen elérési úton át haladnak. Az olyan alkalmazásokat, mint a VoIP vagy az online játékok bizonyos esetekben a túlzott késleltetés használhatatlanná teheti.

### Változó csomagkésleltetés
A forrástól érkező csomagok eltérő késleltetéssel érkeznek meg a célállomásra. Egy csomag késleltetése függ a forrás és a cél közötti útvonal mentén található forgalomirányatók által felállított sorokban elfoglalt pozíciójától, mely pozíció kiszámíthatatlanul változhat. A késleltetési változáokat a vevő elnyelheti, de ezzel megnöveli az adatfolyam teljes késleltetését.

### Sorrendbontó kézbesítés
Amikor egymáshoz kapcsolódó csomagok halmazát egy hálózaton keresztül irányítják, a különböző csomagok különböző útvonalakat választhatnak, amik mind eltérő késleltetést eredményezhetnek. Ez azt eredményezi, hogy a csomagok más sorrendben érkeznek meg, mint ahogyan elküldték őket. A sorrenden kívüli csomagok átrendezéséhez további különleges protokollok alkalmazása szükésges. Az átrendezési folyamat további pufferelést igényel a vevőnél, és a változó csomagkésleltetéshez hasonlóan növeli az adatfolyam teljes késleltetését.

## Alkalmazások
Bizonyos típusú hálózati forgalmak esetében a quality of service meghatározása szükséges vagy elvárás lehet. Ilyenek például:
- Streamelt média, kifejezetten
  - Internet Protocol television (IPTV)
  - Audio over Ethernet
  - Audio over IP
- VoIP (Voice over IP)
- Videotelefónia
- Telepresence
- Tárolási alkalmazások, mint például az iSCSI és a Fibre Channel over Ethernet
- Áramkör-emulációs szolgáltatás
- Biztonságkritikus alkalmazások, például távoli sebészet, ahol a rendelkezésre állási problémák veszélyesek lehetnek
- Hálózati üzemeltetést támogató rendszerek, akár magára a hálózatra, akár az ügyfelek üzleti kritikus igényeire vonatkozóan
- Online játékok, ahol a valós idejű késleltetés tényező lehet
- Ipari vezérlőrendszerek protokolljai, mint például az EtherNet/IP, amelyeket gépek valós idejű vezérlésére használnak

Az ilyen típusú szolgáltatásokat rugalmatlannak nevezik, ami azt jelenti, hogy megfelelő működésüket csak egy bizonyos minimális bitráta és egy bizonyos maximális késleltetés mellett lehet biztosítani. Ezzel szemben a rugalmas alkalmazások a rendelkezésre álló sávszélesség nagyságától függően képesek kihasználni azt. A TCP-re támaszkodó tömeges fájlátviteli alkalmazások általában rugalmasak.

## Mechanizmusok
Az áramkörkapcsolt hálózatok, különösen a hangátvitelre szántak, mint például az ATM vagy a GSM, a QoS-t az alapprotokollban tartalmazzák, a hívás számára - amint az létrejön - az erőforrás-lefoglalás minden hálózati lépés során megtörténik, így nincs szükség további eljárásokra a kívánt teljesítmény eléréséhez. A rövidebb adategységek és a beépített QoS voltak az ATM értékesítési szempontból egyedi tulajdonságai olyan alkalmazásokban, mint a video on demand.
Amikor a QoS-t biztosító mechanizmusok költsége indokolt, a hálózati ügyfelek és a szolgáltatók szerződéses megállapodást köthetnek, amelyet szolgáltatási szintű megállapodásnak (SLA) neveznek, és amely garanciákat határoz meg a kapcsolat azon képességére, hogy garantált teljesítményt nyújtson átviteli sebesség vagy késleltetés tekintetében, kölcsönösen elfogadott mérések alapján.

### Túlméretezés
A komplex QoS-szabályozási mechanizmusok alternatívája, hogy a hálózati paraméterek eltúlzásával kínálnak kiváló minőségű kommunikációt, így a hálózati kapacitás becsléseit a csúcsforgalmi terhelésre alapozzák. Ez a megközelítés egyszerű azon hálózatok esetében, melyeknél a csúcsterhelés mértéke előre látható, megjósolható. A becslés során a számításnak figyelembe kell vennie az nagy igényű alkalmazásokat, amelyek nagy vételi pufferekkel kompenzálják a sávszélességben és késleltetésben fellépő változásokat, ami például video streaming esetén gyakran előfordul.
A túlméretezés haszna lekorlátozódik olyan transport protokollok (például a TCP) esetén, amelyek idővel növelik a hálózatot terhelő adatmennyiséget, amíg az összes rendelkezésre álló sávszélesség felhasználásra nem kerül, és a csomagok el nem vesznek. Az ilyen mohó protokollok általában minden felhasználó számára növelik a késleltetést és a csomagvesztést.
A QoS helyettesítését lehetővé tevő túlméretezés mértéke belső hálózati kapcsolatok esetén a felhasználók számától és forgalmi igényeiktől függ. Ez korlátozza a túlméretezés hasznosságát. Az újabb, nagyobb sávszélesség-igényű alkalmazások megjelenése és további felhasználók hozzáadása a túlméretezett hálózatok elvesztéséhez vezet. Ekkor a releváns hálózati kapcsolatok fizikai megújtására van szükség, ami költséges folyamat. Így az internet esetében a hálózati túlméretezés nem egy vakon kivitelezhető megoldás.
A kereskedelmi VoIP-szolgáltatások hívásminőség tekintetében gyakran versenyképesek a hagyományos telefonszolgáltatással, még úgy is, ha sem a VoIP szolgáltató, sem a felhasználó saját ISP-jéhez való kapcsolatán sincsenek megvalósítva QoS mechanizmusok. Nagy terhelés alatt azonban a VoIP minősége mobiltelefon-szintűre vagy rosszabbra is visszaeshet. A csomagforgalom matematikai számításai azt mutatják, hogy konzervatív feltételezések mellett a hálózatnak mindössze 60%-kal több nyers kapacitásra van szüksége.

### IP- és Ethernet-erőfeszítések
Az egytulajdonosú hálózatokkal ellentétben az Internet egy sor adatcsere-pont, amelyek magánhálózatokat kötnek össze. Ezért az internet "magját" képző infrastruktúra számos különböző hálózati szolgáltató üzemeltetése alatt áll, nem pedig egyetlen szervezet birtokolja azt. Emiatt a viselkedése sokkal kiszámíthatatlanabb.
A modern csomagkapcsolt IP-hálózatokban a QoS-nek két fő megközelítése létezik: egy paraméterezett rendszer, amely az alkalmazáskövetelmények hálózattal való cseréjén alapul, és egy priorizált rendszer, ahol minden csomag megosztja a hálózattal az elérni kívánt szolgáltatási szintet.
- Az integrált szolgáltatások ("IntServ") valósítják meg a paraméteres megközelítést. Ebben a modellben az alkalmazások a Resource Reservation Protocolt (RSVP) használják, hogy erőforrásokat kérjenek és foglaljanak le a hálózaton keresztül.
- A differenciált szolgáltatások („DiffServ”) valósítják meg a priorizált modellt. A DiffServ a csomagokat a kívánt szolgáltatás típusa szerint megjelöli. Ezekre a jelölésekre reagálva az útválasztók és kapcsolók különféle ütemezési stratégiákat alkalmaznak, hogy a teljesítmény az  elvárásokhoz igazítsák. A differentiated services code point (DSCP) jelölések az IP(v4) csomag fejlécének ToS mezőjének (mára DS mezőre átnevezve) első 6 bitjét használják.

A korai munkák az integrált szolgáltatások (IntServ) filozófiáját alkalmazták a hálózati erőforrások lefoglalására. Ebben a modellben az alkalmazások RSVP-t használtak erőforrások hálózaton keresztüli kérésére és lefoglalására. Bár az IntServ mechanizmusok működőképesek, felismerték, hogy egy, a nagyobb internetszolgáltatókra jellemző széles sávú hálózatban a középponti ("Core") forgalomirányítóknak akár több tízezer erőforráslefoglalás elfogadásával, fenntartásával és felbontásával kellene megbirkózniuk. Úgy vélték, hogy ez a megközelítés nem lesz képes lépést tartani az internet növekedésével, és minden esetben szembemegy a végponttól végpontig elvvel, ami a hálózattervezés azon módját jelenti, mely során a központi ("Core") forgalomirányítók nem tesznek mást, mint a lehető legnagyobb sebességgel kapcsolják az adatscomagokat.
A DiffServ alatt a csomagokat vagy maguk a forgalmi források, vagy a hálózatba külső forgalmat beléptető peremhálózati eszközök jelölik meg. Ezekre a jelölésekre reagálva az útválasztók és kapcsolók különféle sorba állítási stratégiákat alkalmaznak, hogy a teljesítményt a követelményekhez igazítsák. Az IP rétegen a DSCP jelölések az IP csomag fejlécében található 6 bites DS mezőt használják. A MAC rétegen a VLAN IEEE 802.1Q szabvány  használható 3 bitnyi, lényegében azonos információ átvitelére. A DiffServ-et támogató routerek és switchek úgy konfigurálják a hálózati ütemezőjüket, hogy több várakozási sort használjon a sávszélesség-korlátozott (pl. nagy kiterjedésű) interfészekről érkező, átvitelre váró csomagokhoz. A forgalomirányító-gyártók különböző lehetőségeket kínálnak ennek a viselkedésnek a konfigurálására, beleértve a támogatott várólisták számát, a várólisták relatív prioritását és az egyes várólisták számára fenntartott sávszélességet.
A gyakorlatban, amikor egy csomagot egy sorba állítást lehetővé tevő interfészről kell továbbítani, az alacsony jittert igénylő csomagok (például VoIP vagy videokonferencia) elsőbbséget élveznek a többi sorban álló csomaggal szemben. Általában alapértelmezés szerint bizonyos sávszélesség kerül lefoglalásra a hálózatvezérlő csomagok (például az Internet Control Message Protocol és az útválasztási protokollok) számára, míg a best-effort alapú forgalomnak egyszerűen a fennmaradó sávszélesség jut.
A medium access control (MAC) rétegen a VLAN IEEE 802.1Q és az IEEE 802.1p segítségével osztályozhatók és különböztethetők meg az Ethernet keretek. A MAC réteg protokolljainak teljesítményelemzésére és QoS megoldásaira sorrendezési elméleti modelleket fejlesztettek ki.
A Cisco Systems által forgalmaztoo QoS megoldások a Cisco IOS NetFlow és a Cisco Class Based QoS (CBQoS) Management Information Base (MIB).
Az internetes QoS szükségességének egyik meggyőző példája a torlódásos összeomláshoz kapcsolódik. Az internet a torlódások elkerülése érdekében elsősorban a a TCPbe (Transmission Control Protocol) beépített torlódás-elkerülési protokollokra támaszkodik, hogy csökkentse a forgalmat olyan körülmények között, amelyek egyébként torlódásos összeomláshoz vezetnének. A QoS alkalmazások, mint például a VoIP és az IPTV, nagyrészt állandó bitrátát és alacsony késleltetést igényelnek, ezért nem használhatnak TCP-t, és más módon sem tudják csökkenteni a forgalmi sebességüket a torlódások elkerülése érdekében. A szolgáltatási szintű megállapodások (SLA) korlátozzák az internetre terhelhető forgalmat, és ezáltal olyan forgalomformálást érvényesítenek, amely megakadályozhatja a túlterhelést, ami miatt nélkülözhetetlenek az internet működésében a valós idejű és a nem valós idejű forgalom keverékének összeomlás nélküli kezelése során.

### Protokollok
Számos QoS mechanizmus és séma létezik az IP hálózatok területén.
- A type of service (ToS) mező az IPv4 fejlécben (amit manapság a DiffServ vált fel)
- Differentiated services (DiffServ)
- Integrated services (IntServ)
- Resource Reservation Protocol (RSVP)
- RSVP-TE

A QoS a következő hálózati technológiákban érhetők el.
- A Multiprotocol Label Switching (MPLS) nyolc QoS-osztályt biztosít[11]
- Frame Relay
- X.25
- Néhány DSL modem
- ATM
- Ethernet, amely az IEEE 802.1Q szabványt és Audio Video Bridging és Time-Sensitive Networking megoldásait is támogatja
- IEEE 802.11e szabványt támogató Wi-Fi
- HomePNA otthoni hálózat koax és telefonkábeleken keresztül
- A G.hn otthoni hálózati szabvány a QoS-t contention-free transmission opportunities (CFTXOP) révén biztosítja, amelyeket a QoS-t igénylő és a hálózati vezérlővel szerződést kötött folyamoknak osztanak ki. A G.hn a nem QoS működést is támogatja contention-based time slots  segítségével.

## End-to-end quality of service
Az end-to-end quality of service biztosításához szükség lehet egy olyan módszerre, amely két autonóm rendszer között koordinálja az erőforrás-elosztást. Az Internet Engineering Task Force (IETF) 1997-ben javasolt szabványként definiálta a sávszélesség-foglalásra szolgáló Resource Reservation Protocolt (RSVP).  Az RSVP egy végpontok közötti sávszélesség-foglalási és hozzáférés-vezérlési protokoll. Az RSVP-t a skálázhatósági korlátok miatt nem alkalmazták széles körben. A skálázhatóbb forgalomtervezési változatot, az RSVP-TE -t számos hálózatban használják forgalomtervezéssel ellátott, Multiprotocol Label Switching (MPLS) címkekapcsolt útvonalak létrehozására. Az IETF meghatározta a Next Steps in Signaling (NSIS) fejlesztési mozgalmat is, amely előtérbe helyezi a QoS jelzéstechnika fejlesztését. Az NSIS keretei között az RSVP továbbfejlesztése és egyszerűsítése kerül megvalósításra.
Olyan kutatási konzorciumok, mint például a „end-to-end quality of service support over heterogeneous networks” (EuQoS, 2004-től 2007-ig), és olyan fórumok, mint az IPsphere Forum további mechanizmusokat fejlesztettek ki a QoS-hívások kézfogásos átvitelére egyik tartományból a másikba. Az IPsphere definiálta a Service Structuring Stratum (SSS) jelzősínt a hálózati szolgáltatások létrehozása, meghívása és biztosítása (legalábbis annak megkísérlése) érdekében. Az EuQoS kísérleteket végzett a Session Initiation Protocol, a Next Steps in Signaling és az IPsphere SSS integrálásának területén (melynek becsült költsége körülbelül 15,6 millió euró volt) és egy könyvet is kiadott a témában.
Egy kutatási projekt (Multi Service Access Everywhere (MUSE))  egy másik QoS koncepciót határozott meg egyszer 2004 januárjától 2006 februárjáig, majd egy második fázisban 2006 januárjától 2007-ig. Egy másik, PlaNetS nevű kutatási projektet 2005 körül javasoltak európai finanszírozásra. Egy szélesebb körű európai projekt, az úgynevezett „A jövő internetének építészete és tervezése” (4WARD) becslések szerint 23,4 millió eurós költségvetéssel rendelkezett, és 2008 januárja és 2010 júniusa között finanszírozták. A fő fókusza egy „Quality of Service Theme” volt, és egy könyvet is kiadtak. Egy másik európai projekt, a WIDENS (Wireless Deployable Network System) egy sávszélesség-foglalási megközelítést javasolt mobil, vezeték nélküli, többsebességű ad-hoc hálózatok számára.

## Korlátozások
Az erős kriptográfiai hálózati protokollok, mint például a Secure Sockets Layer, az I2P és a virtuális magánhálózatok (VPN), elrejtik az általuk továbbított adatokat. Mivel az internetes elektronikus kereskedelem megköveteli az ilyen erős titkosítási protokollok használatát, a titkosított forgalom teljesítményének egyoldalú csökkentése elfogadhatatlan kockázatot jelent az ügyfelek számára. A titkosított forgalom azonban más módon nem képes mélyreható csomagellenőrzésen átesni a QoS szempontjából.
Az olyan protokollok, mint az ICA és az RDP, más forgalmat (pl. nyomtatás, video streaming) is magukban foglalhatnak, eltérő követelményekkel. Ez megnehezítheti az optimalizálást.
Az Internet2 projekt 2001-ben megállapította, hogy a QoS protokollok valószínűleg nem voltak telepíthetők az Abilene hálózatán belül az akkoriban rendelkezésre álló berendezésekkel.A csoport azt jósolta, hogy a QoS-t célzó protokollmódosítások révén „logisztikai, pénzügyi és szervezeti akadályok fogják eltorlaszolni az utat a sávszélesség-garanciák felé”. Úgy vélték, hogy a gazdasági helyzet arra fogja ösztönözni a hálózati szolgáltatókat, hogy szándékosan rontsák a best-effort alapú forgalom minőségét, hogy az ügyfeleket a magasabb árú QoS-szolgáltatások felé tereljék. Ehelyett a hálózati kapacitás túlméretezését javasolták, mivel az akkoriban költséghatékonyabb volt.
Az Abilene-i hálózati tanulmány képezte az alapját Gary Bachula vallomásának az Egyesült Államok Szenátusának Kereskedelmi Bizottsága 2006 elején a hálózati semlegességről tartott meghallgatásán. Kifejtette véleményét, miszerint a sávszélesség-bővítás hatékonyabb, mint bármelyik általuk vizsgált QoS-megvalósítási módszer. Bachula vallomását a quality of service-t tiltó törvény támogatói idézték bizonyítékként arra, hogy egy ilyen ajánlat semmilyen eszszerű célt nem szolgál. Ez az érvelés azon a feltételezésen alapul, hogy a hálózati túlméretezés nem a QoS egyik formája, és hogy mindig lehetséges. A költségek és egyéb tényezők befolyásolják a szolgáltatók azon képességét, hogy túlméretezett hálózatokat építsenek ki és képesek legyenek azok állandó karbantartására.

## Mobil (celluláris) QoS
A mobil szolgáltatók ugyanúgy kínálhatnak mobil QoS-t az ügyfeleiknek, mint a vezetékes nyilvános kapcsolt telefonhálózati szolgáltatók és az internetszolgáltatók. Az áramkörkapcsolt szolgáltatásokhoz a QoS mechanizmusok mindig biztosítottak, és elengedhetetlenek a rugalmatlan szolgáltatásokhoz, például a multimédia streameléséhez.
A mobilitás bonyodalmakat okoz a QoS mechanizmusokban. Egy telefonhívás vagy más munkamenet megszakadhat az átadást követően, ha az új bázisállomás túlterhelt. A kiszámíthatatlan átadások lehetetlenné teszik a QoS garantálását a munkamenet-indítási fázisban.

## Szabványok
A telefonszolgáltatás területén a QoS-t először 1994-ben határzoták meg az ITU-T E.800 ajánlásában. Ez a definíció nagyon tág, 6 fő összetevőt sorol fel: Támogatás, Működtethetőség, Hozzáférhetőség, Megtarthatóság, Integritás és Biztonság. 1998-ban az ITU kiadott egy dokumentumot, amely a QoS-t tárgyalja az adathálózatok területén. Az X.641 lehetőséget kínál a QoS-hez kapcsolódó szabványok fejlesztésére vagy továbbfejlesztésére, valamint olyan koncepciókat és terminológiát biztosít, amelyek elősegítik a kapcsolódó szabványok következetességének fenntartását.
Néhány QoS-sel kapcsolatos IETF Request for Comments (RFC): Baker, Fred; Black, David L. & Nichols, Kathleen et al. (December 1998), Definition of the Differentiated services Field (DS Field) in the IPv4 and IPv6 Headers, DOI 10.17487/RFC2474, ésBraden, Robert T.; Zhang, Lixia & Berson, Steven et al. (September 1997), Resource ReSerVation Protocol (RSVP), DOI 10.17487/RFC2205 ; mindkettőt fentebb tárgyaltuk. Az IETF két RFC-t is közzétett, amelyek a QoS-sel kapcsolatos háttérinformációkat tartalmaznak: Huston, Geoff (November 2000), Next Steps for the IP QoS Architecture, DOI 10.17487/RFC2990, ésFloyd, S. & Kempf, J., IAB Concerns Regarding Congestion Control for Voice Traffic in the Internet, DOI 10.17487/RFC3714 .
Az IETF szintén közzétette: Baker, Fred; Babiarz, Jozef & Chan, Kwok Ho (August 2006), Configuration Guidelines for DiffServ Service Classes, DOI 10.17487/RFC4594, mint informatív vagy bevált gyakorlatokat ismertető dokumentum a DiffServ hálózat QoS-megoldás tervezésének gyakorlati szempontjairól. A dokumentum megpróbálja azonosítani az IP-hálózaton gyakran futó alkalmazásokat, forgalmi osztályokba csoportosítja azokat, megvizsgálja az ezen osztályok által a hálózattól megkövetelt kezelési módot, és javaslatot tesz arra, hogy a forgalomirányítókban általában elérhető QoS-mechanizmusok közül melyek használhatók ezen kezelések megvalósítására.

## Fordítás
Ez a szócikk részben vagy egészben  a   Quality of service című angol Wikipédia-szócikk ezen változatának fordításán alapul.  Az eredeti cikk szerkesztőit annak laptörténete sorolja fel. Ez a jelzés csupán a megfogalmazás eredetét és a szerzői jogokat jelzi, nem szolgál a cikkben szereplő információk forrásmegjelöléseként.